# Mandas
Mandas é uma comuna italiana da região da Sardenha, na província da Sardenha do Sul, com cerca de 2.441 Istat 2003 habitantes. Estende-se por uma área de 45 km², tendo uma densidade populacional de 55 hab/km². Faz fronteira com Escolca (NU), Gergei (NU), Gesico, Nurri (NU), Serri (NU), Siurgus Donigala, Suelli.

## Demografia
| Variação demográfica do município entre 1861 e 2011                               |
|                                                                                   |
| Fonte: Istituto Nazionale di Statistica (ISTAT) - Elaboração gráfica da Wikipedia |